# Lương Can
Lương Can là một xã thuộc huyện Hà Quảng, tỉnh Cao Bằng, Việt Nam.

## Địa lý
Xã Lương Can nằm ở phía nam huyện Hà Quảng, có vị trí địa lý:
- Phía đông giáp huyện Hòa An
- Phía tây giáp xã xã Ngọc Động và xã Thanh Long
- Phía nam giáp huyện Hòa An và xã Thanh Long
- Phía bắc giáp thị trấn Thông Nông và xã Đa Thông.

Xã Lương Can có diện tích 28,18 km², dân số năm 2019 là 2.084 người, mật độ dân số đạt 74 người/km².
Trên địa bàn xã có các ngọn núi như Kéo Vụng, Thin Phân. Sông Dẻ Rào chảy qua xã theo chiều tây - đông.

## Hành chính
Xã Lương Can được chia thành 8 xóm: Cốc Pảng, Đồng Mây, Gạm Dầu, Kim Đồng, Làng Can, Nà Pja, Nà Việt, Pác Thin.

## Lịch sử
Trước năm 1966, xã Lương Can thuộc huyện Hà Quảng.
Ngày 7 tháng 4 năm 1966, Hội đồng Chính phủ ban hành Quyết định 67-CP về việc chuyển xã Lương Can sang trực thuộc huyện Thông Nông mới thành lập.
Đến năm 2019, xã Lương Can được chia thành 12 xóm: Làng Can, Đồng Mây, Gạm Dầu, Nà Chia, Nà Pja, Nà Việt, Nà Sai, Cốc Pảng, Pác Thin, Lũng Pán, Nà Tiều, Khuổi Xỏm.
Ngày 9 tháng 9 năm 2019, Hội đồng Nhân dân tỉnh Cao Bằng ban hành Nghị quyết số 27/NQ-HĐND về việc:
- Sáp nhập hai xóm Nà Sai và Nà Chia thành xóm Kim Đồng
- Sáp nhập xóm Khuổi Xỏm vào xóm Đồng Mây
- Sáp nhập hai xóm Nà Tiều và Lũng Pán vào xóm Nà Pja.

Ngày 1 tháng 2 năm 2020, sáp nhập toàn bộ diện tích và dân số của huyện Thông Nông trở lại huyện Hà Quảng. Xã Lương Can thuộc huyện Hà Quảng như hiện nay.